# NGC 874
NGC 874 (również PGC 8663) – galaktyka spiralna (Sab), znajdująca się w gwiazdozbiorze Wieloryba. Odkrył ją Frank Muller w 1886 roku.